# Адміністративний поділ Фіджі
Фіджі мають поділ на 4 округи:
- Східний округ
- Західний округ
- Північний округ
- Центральний округ

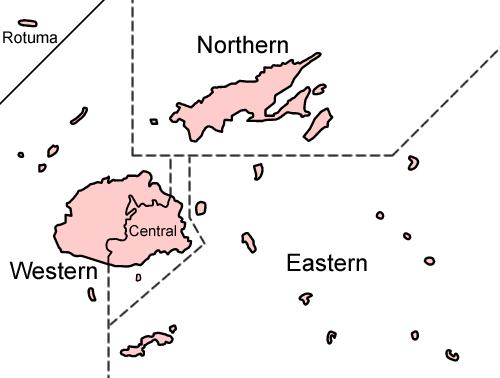
Адміністративний поділ Фіджі

Округи, у свою чергу, поділяються на 14 провінцій:
- Центральний округ (центр - Сува)
  - Наітасірі
  - Намосі
  - Рева
  - Серуа
  - Таілеву

- Північний округ (центр - Лабаса)
  - Буа
  - Мацуата
  - Цакаудрове

- Східний округ (центр - Левука)
  - Кадаву
  - Лау
  - Ломаївіті
  - Ротума

- Західний округ (центр - Лаутока)
  - Ба
  - Надрога-Навоса
  - Ра